# Siegfried von Boehn (Genealoge)
Siegfried Rudolf Hermann von Boehn (* 18. Mai 1901 in Deutsch Buckow; † 24. März 1988 in Tutzing) war ein pommerscher Heimatforscher und Genealoge.

## Leben
Siegfried von Boehn entstammte dem pommerschen Adelsgeschlecht von Boehn, seine Eltern waren der königlich preußische Hauptmann, Mitglied des Preußischen Abgeordnetenhauses und des Deutschen Reichstags sowie Erbherr auf der 581 ha großen Besitzung Deutsch Buckow, Siegfried von Boehn (1865–1945) und Anna Schaumann (1875–1960).
Siegfried von Boehn wurde, wie fast alle seine Brüder, zunächst auf dem Gymnasium Stolp und dann bis zur Reifeprüfung von Ostern 1915 bis Herbst 1922 auf der für den Landadel altehrwürdigen Ritterakademie zu Brandenburg unterrichtet. Dann beschritt Boehn die Offizierslaufbahn in der Reichswehr, Leutnant 1926, und diente dort zeitweise im bekannten 9. (Preußisches) Infanterie-Regiment. Später war er in der Wehrmacht als Hauptmann und Chef der 14. Kompanie im Infanterieregiment 35 tätig und beendete seine Militärkarriere 1945 im Rang eines Oberstleutnants. Nach dem Krieg fand er als Sachbearbeiter im Innenministerium Baden-Württemberg eine Anstellung.
Zeitlebens sammelte er Material zu seiner Familie, weiteren schwerpunktmäßig erloschenen hinterpommerschen Adelsfamilien und Geschichte. Erst als Pensionär kam er dazu, dieses Material auszuwerten und daraus zu publizieren. Seine genealogischen Arbeiten (Familien Hebron, Gutzmerow, Chorke, Schulten, Stücke und Janitz) sind meist im Sedina-Archiv, aber auch (Familie Carnitz) im Deutschen Familienarchiv oder (Familie Cocceji) in der Genealogie erschienen. Unveröffentlicht blieben fertiggestellte Beiträge zu den Familien Borcke-Brallenthin, Bilfinger, Butzke, Brünnow, Chinow, Denzin, Galbrecht, Grell, Hoym, Jannewitz, Krümmel, Miltitz, Schwawe, Schwetzkow, Tessen, Woyte und Woyen. Diese werden heute im Deutschen Adelsarchiv, im Herder-Institut und in der Zentralstelle für Genealogie in Leipzig aufbewahrt.
Als Heimatforscher befasste er sich intensiv mit der pommerschen Gütergeschichte, vor allem für die Altkreise Schlawe und Stolp. Er war mitwirkend am Heimatbuch Der Kreis Schlawe sowie an den Kirchspielchroniken Krangen, Wusterwitz und Quatzow. Weitere Aufsätze von Boehn sind in der Ostdeutschen Familienkunde oder den Familiengeschichtlichen Blättern erscheinen.
In Verbundenheit zu seinem alten Schulalumnat in Brandenburg ergänzte er mit anderen Autoren und Herausgebern aus dem Verein der ehemaligen Zöglinge der Ritterakademie zu Brandenburg a. H., unter anderem Otto Graf Lambsdorff, einen dritten Band zu den Zöglingen des Adelsinternates als Fortsetzung von 1914 bis 1945. Die Schule selbst hatte das NS-Regime bereits 1937 geschlossen, es bestand nur noch als Alumneum, der Unterricht wurde in der Saldria gegeben.
Boehn war seit 1962 Ehrenritter des Johanniterordens und vermählte sich am 31. März 1937 in Berlin-Zehlendorf mit Dorothea von Caprivi (1913–1984), Tochter des Oberst i. G. a. D. Leopold von Caprivi und der Freiin Orlinda von Rosenberg. Aus der Ehe gingen drei Töchter und ein Sohn hervor.